# Heparinasa
En enzimología, una heparin liasa o heparinasa (EC 4.2.2.7) es una enzima que cataliza la reacción química de disociación eliminativa de polisacáridos que contienen  residuos de D-glucuronato o L-iduronato unidos con 1,4 y residuos de 2-sulfoamino-2-desoxi-6-sulfo-D-glucosa unidos por 1,4-alfa para dar oligosacáridos con terminal 4-desoxi-alfa-D- Gluc-4-enuronosilo en sus extremos no reductores
Esta enzima pertenece a la familia de las liasas, específicamente aquellas liasas de carbono-oxígeno que actúan sobre los polisacáridos. El nombre sistemático de esta clase de enzimas es la heparina liasa. Otros nombres de uso común incluyen la heparina eliminada y la heparinasa.
Existen tres principales productores de heparinasa: Aglyco, Iduron e Ibexpharma.